# 津倉瀬

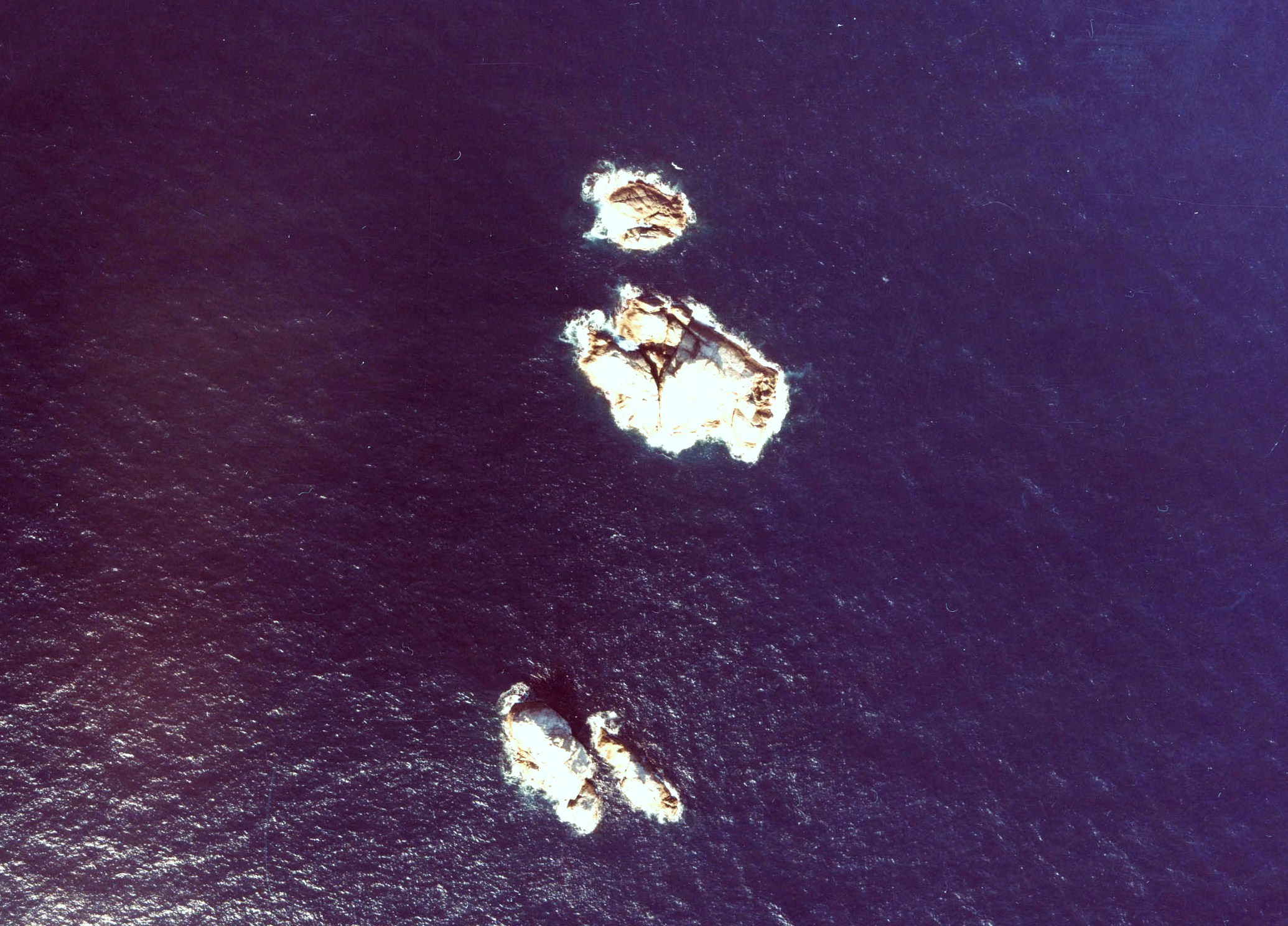
津倉瀬の空中写真。（1978年撮影）

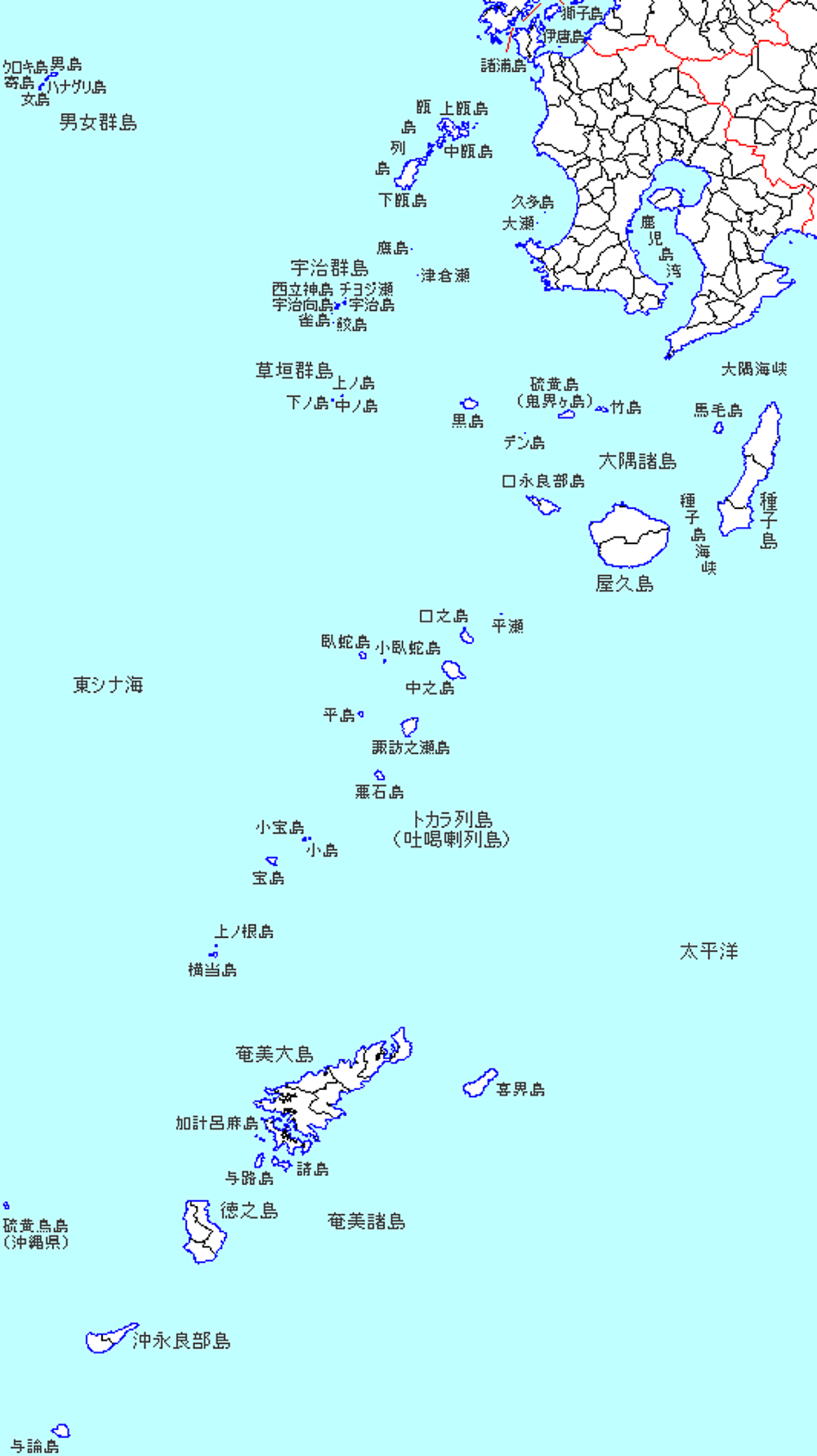
津倉瀬の位置（下甑島の南、宇治群島の東）

津倉瀬（つくらせ）とは鷹島の南約20kmの東シナ海沖に位置する4つの独立礁からなる岩礁である。

## 地理
- 岩礁ではあるものの宇治群島、草垣群島、鷹島と共に絶好の釣場である。
- 津倉瀬はどこの自治体にも属さない「所属未定地」となっている。所属未定のため隣接自治体である南さつま市の面積には含まれない、ただし鹿児島県の合計面積には含まれる。[1]
- 国土地理院では津倉瀬の面積は単独で示し、説明は「宇治群島北東方」となっている。
- 所属未定地であるため、津倉瀬に本籍を置くことはできない。